# Brachygalea kalchbergi
Brachygalea kalchbergi är en fjärilsart som beskrevs av Otto Staudinger 1897. Brachygalea kalchbergi ingår i släktet Brachygalea och familjen nattflyn. Inga underarter finns listade i Catalogue of Life.